# レイ・チルドレス
レイ・チルドレス（Ray Childress 1962年10月20日- ）はテネシー州メンフィス出身のアメリカンフットボール選手。NFLのヒューストン・オイラーズなどで1985年から1996年までプレーした。ポジションはディフェンシブエンド、ディフェンシブタックル。プロボウルに5回選出されている。

## 経歴
テキサス農工大学3年次の1983年に15サック、117タックルをあげてオールアメリカンのファーストチームに選ばれた。1984年にも10サック、124タックルをあげてオールアメリカンに選ばれている。大学であげた25サックはラインバッカーを除く当時の学校記録であった。また360タックルは当時大学歴代4位の記録であった。2010年にカレッジフットボール殿堂入りを果たした。
1985年のNFLドラフト全体3位でヒューストン・オイラーズに指名されて入団した。
1988年10月30日のワシントン・レッドスキンズ戦ではNFL記録タイの3ファンブルリカバーを記録した。この年にはリーグ歴代3位タイの7ファンブルリカバーを記録した。
1990年にオイラーズのディフェンスコーディネーター、ジム・エディが3-4ディフェンスから4-3ディフェンスに切り替えた際、ディフェンシブエンドとしてプロボウルに選ばれたこともあり、ノーズガードとしても起用されていた彼は、ディフェンシブタックルにコンバートされ、その後4回ディフェンシブタックルとしてプロボウルに選ばれた。1990年から1993年までの間、オイラーズは強力なランディフェンスを誇った。
彼はランディフェンスだけでなくパスディフェンスでも力を発揮、オイラーズの歴代2位のサック、歴代6位のタックルをあげている。サック、タックルでオイラーズの歴代10傑に入っているディフェンシブラインマンは他にエルビン・ベセアのみである。
1986年から1989年までチームトップのQBサックをあげ、1992年にはディフェンシブタックルとしてのシーズン記録である13サックをあげた。また11年間のキャリアで13試合で2サック以上をあげた。
サラリーキャップ制が導入された影響でキャリアの最後のシーズンとなった1996年だけダラス・カウボーイズで控え選手としてプレーした。
1985年から1994年までの10シーズンで欠場したのはストライキのあった1987年を除くとわずか3試合であり、154試合に出場した。
現役引退後、1999年にテキサス州のカーディーラー企業ローレンス・マーシャルを買収したがアメリカの景気の後退もあり2009年会社は営業を停止した。
2008年にテキサス州スポーツの殿堂入りを果たしている。